# Ришярский диалект
Ришярский (ричхарский) диалект — парацыганский язык Украины (в основном в Донбассе), России, Молдовы, Румынии. Относится к балканской группе диалектов цыганского языка Европы, индоарийской группы индоевропейской семьи.
.

## Особенности
В рышярском диалекте много заимствованной лексики из румынского языка, больше чем в влашском и сэрвицком диалекте. Особенности фонетики и лексики свидетельствуют в пользу принадлежности ришярского диалекта к влашской группе. При первом знакомстве с речью ришяров может создаться впечатление, что она идентична влашской, но на самом деле между этими двумя диалектами наряду с общими дифференцирующими характеристиками существуюти серьёзные отличия. Так, например, в ришярском диалекте отсутствуют такая «пан-украинская» особенность как переход г > д, к > т, кх > тх, характерная и для сэрвов, и для влахов. В глаголах 1-го лица единственного числа прошедшего совершенного времени в ришярском диалекте употребляется окончание –om с палатализацией предшествующего согласного: кэрдьом «я сделал(а)», авильом «я пришёл(пришла)». В формах глаголов 2-го и 3-го лица множественного числа прошедшего совершенного времени всегда употребляется тематический гласный– н-: авинэ «вы / они пришли», гинэ-тар «вы / они ушли». В ришярском при образовании формы множественного числа заимствованных существительных мужского рода не употребляется румынский по происхождению суффикс –уря / -уля, как в сэрвицком и влашском: ришярское бэяты, сэрвицкое и влашское бэяту-ря «дети». Абстракта в ришярском образуются при помощи суффикса –пэ  в отличие от -мо  в сэрвицком и –мос во влашском: гуглипэ = гуглимо = гуглимос «сладость». Заимствованные
глаголы употребляются альтернативно или с суффиксом- ун-/ –ин- / -ын- ,или же без него, но с тематическими гласными –о- / – и- жалунав или жалой «желаю», печятынэл или печатой «печатает», пиструнэс или пистрос «пишешь».

## История
Ришяри - второе название урсари (является переводом слова "ришярь" на румынский язык), являются выходцами с Румынии. Название этногруппы “ришяри” означает «вожаки медведей». По данному самоназванию можно судить, что в далёком прошлом урсары выступали с дрессированными медведями, но особо отметим, что ремесло это было прочно забыто уже в XIX веке. Главным занятием урсарских мужчин стало кузнечество. Во время войны Молдавия попала в румынскую зону оккупации. Важным следствием этого факта является то, что урсары не подвергались немецко-фашистской модели геноцида. В послевоенный период урсары сохранили кузнечный промысел и обрели немало новых профессий. Женщины нанимались на сельхозработы в колхозы и совхозы. Урсары и сейчас продолжают жить и работать в Молдавии, редко выезжая за её пределы. Примечательно то что до указа 1956 года, ришяри кочевали как и другие цыгане в СССР, но в отличие от других не снимали зимой квартиры, а продолжали кочевать.